# Ǣ̆
Ǣ̆  (minuscule : ǣ̆), appelé AE macron brève, est une lettre latine utilisée en linguistique historique notamment dans l’étude du vieil anglais.
Il s’agit de la lettre Æ diacritée d’un macron et d’un brève.

## Utilisation
Le ǣ̆ est utilisé dans l’étude du vieil anglais pour noter une voyelle æ longue ou courte.

## Représentations informatiques
Le Æ macron brève peut être représenté avec les caractères Unicode suivants :
- précomposé (supplément Latin-1, diacritiques) :

| formes    | représentations | chaînes de caractères | points de code | descriptions                                        |
| --------- | --------------- | --------------------- | -------------- | --------------------------------------------------- |
| capitale  | Ǣ̆               | Ǣ◌̆                    | U+01E2 U+0306  | lettre majuscule latine ae macron diacritique brève |
| minuscule | ǣ̆               | ǣ◌̆                    | U+01E3 U+0306  | lettre minuscule latine ae macron diacritique brève |

- décomposé (latin de base, diacritiques) :

| forme     | représentation | chaîne de caractères | point de code        | description                                                     |
| --------- | -------------- | -------------------- | -------------------- | --------------------------------------------------------------- |
| capitale  | Ǣ̆              | Æ◌̄◌̆                  | U+00C6 U+0304 U+0306 | lettre majuscule latine ae diacritique macron diacritique brève |
| minuscule | ǣ̆              | æ◌̄◌̆                  | U+00E6 U+0304 U+0306 | lettre minuscule latine ae diacritique macron diacritique brève |